# Lista monet obiegowych Polski Ludowej

## Lista monet wprowadzonych do powszechnego obiegu w Rzeczypospolitej Polskiej w 1950 r.
| Lp. | Zdjęcie | Zdjęcie | Nominał   | Parametry     | Parametry | Parametry     | Parametry      | W obiegu  | Wybita z datą |
| Lp. | Awers   | Rewers  | Nominał   | Średnica (mm) | Masa (g)  | Materiał      | Obrzeże (rant) | W obiegu  | Wybita z datą |
| --- | ------- | ------- | --------- | ------------- | --------- | ------------- | -------------- | --------- | ------------- |
| 1   |         |         | 1 grosz   | 14,7          | 0,5       | aluminium     | ząbkowane      | 1950–1994 | 1949          |
| 2   |         |         | 2 grosze  | 16            | 0,57      | aluminium     | ząbkowane      | 1950–1994 | 1949          |
| 3   |         |         | 5 groszy  | 20            | 3         | brąz          | gładkie        | 1950–1959 | 1949          |
| 4   |         |         | 10 groszy | 17,6          | 2         | miedzionikiel | gładkie        | 1950–1994 | 1949          |
| 5   |         |         | 20 groszy | 20            | 3         | miedzionikiel | gładkie        | 1950–1994 | 1949          |
| 6   |         |         | 50 groszy | 23            | 5         | miedzionikiel | ząbkowane      | 1950–1994 | 1949          |
| 7   |         |         | 1 złoty   | 25            | 7         | miedzionikiel | ząbkowane      | 1950–1994 | 1949          |

## Lista monet wprowadzonych do powszechnego obiegu w PRL
| Lp.        | Zdjęcie  | Zdjęcie  | Nominał                         | Parametry     | Parametry | Parametry         | Parametry      | W obiegu         | Wybita z datą | Uwagi |
| Lp.        | Awers    | Rewers   | Nominał                         | Średnica (mm) | Masa (g)  | Materiał          | Obrzeże (rant) | W obiegu         | Wybita z datą | Uwagi |
| 5 groszy   | 5 groszy | 5 groszy | 5 groszy                        | 5 groszy      | 5 groszy  | 5 groszy          | 5 groszy       | 5 groszy         | 5 groszy | 5 groszy                                                                                                   |
| ---------- | -------- | -------- | ------------------------------- | ------------- | --------- | ----------------- | -------------- | ---------------- | --- | --- |
| 8          |          |          | 5 groszy                        | 20            | 1         | aluminium         | ząbkowane      | 1956–1959        | 1949 | wprowadzona w 1956 r. z nieaktualnymi: - nazwą państwa – „RZECZPOSPOLITA POLSKA”, - rokiem emisji – „1949” |
| 9          | awers    | rewers   | 5 groszy                        | 16            | 0,6       | aluminium         | gładkie        | 1958–1994        | 1958, 1959, 1960, 1961, 1962, 1963, 1965, 1967, 1968, 1970, 1971, 1972 | |
| 10 groszy  |          |          |                                 |               |           |                   |                |                  | | |
| 10         |          |          | 10 groszy                       | 17,6          | 0,7       | aluminium         | gładkie        | 1956–1994        | 1949 | wprowadzona w 1956 r. z nieaktualnymi: - nazwą państwa – „RZECZPOSPOLITA POLSKA”, - rokiem emisji – „1949” |
| 11         | awers    | rewers   | 10 groszy                       | 17,6          | 0,7       | aluminium         | gładkie        | 1961–1994        | 1961, 1962, 1963, 1965, 1966, 1967, 1968, 1969, 1970, 1971, 1972, 1973, 1974, 1975, 1976, 1977, 1978, 1978, 1979, 1980, 1981, 1983, 1985                                                             | |
| 20 groszy  |          |          |                                 |               |           |                   |                |                  | | |
| 12         |          |          | 20 groszy                       | 20            | 1         | aluminium         | gładkie        | 1956–1994        | 1949 | wprowadzona w 1956 r. z nieaktualnymi: - nazwą państwa – „RZECZPOSPOLITA POLSKA”, - rokiem emisji – „1949” |
| 13         | awers    | rewers   | 20 groszy                       | 20            | 1         | aluminium         | gładkie        | 1957–1994        | 1957, 1961, 1962, 1963, 1965, 1966, 1967, 1968, 1969, 1970, 1971, 1972, 1973 (bez znaku oraz ze znakiem mennicy), 1975, 1976, 1977, 1978, 1979, 1980, 1981, 1983, 1985                               | |
| 50 groszy  |          |          |                                 |               |           |                   |                |                  | | |
| 14         |          |          | 50 groszy                       | 23            | 1,6       | aluminium         | ząbkowane      | 1956–1994        | 1949 | wprowadzona w 1956 r. z nieaktualnymi: - nazwą państwa – „RZECZPOSPOLITA POLSKA”, - rokiem emisji – „1949” |
| 15         | awers    | rewers   | 50 groszy (pierwsza wersja)     | 23            | 1,6       | aluminium         | ząbkowane      | 1957–1994        | 1957, 1965, 1967, 1968, 1970, 1971, 1972, 1973, 1974, 1975, 1976, 1977, 1978 (bez znaku oraz ze znakiem mennicy), 1982, 1983, 1984, 1985                                                             | |
| 16         | awers    | rewers   | 50 groszy (druga wersja)        | 23            | 1,6       | aluminium         | ząbkowane      | 1986–1994        | 1986, 1987 | |
| 1 złoty    |          |          |                                 |               |           |                   |                |                  | | |
| 17         |          |          | 1 złoty                         | 25            | 2,12      | aluminium         | ząbkowane      | 1956–1994        | 1949 | wprowadzona w 1956 r. z nieaktualnymi: - nazwą państwa – „RZECZPOSPOLITA POLSKA”, - rokiem emisji – „1949” |
| 18         | awers    | rewers   | 1 złoty (pierwsza wersja)       | 25            | 2,12      | aluminium         | ząbkowane      | 1957–1994        | 1957, 1965, 1966, 1967, 1968, 1969, 1970, 1971, 1972, 1973, 1974, 1975 (bez znaku oraz ze znakiem mennicy), 1976, 1977, 1978 (bez znaku oraz ze znakiem mennicy), 1980, 1981, 1982, 1983, 1984, 1985 | |
| 19         | awers    | rewers   | 1 złoty (druga wersja)          | 25            | 2,12      | aluminium         | ząbkowane      | 1986–1994        | 1986, 1987, 1988 | |
| 20         | awers    | rewers   | 1 złoty (trzecia wersja)        | 16            | 0,57      | aluminium         | ząbkowane      | 1988–1994        | 1989, 1990 | |
| 2 złote    |          |          |                                 |               |           |                   |                |                  | | |
| 21         | awers    | rewers   | 2 złote (pierwsza wersja)       | 27            | 2,7       | aluminium         | ząbkowane      | 1958–1994        | 1958, 1959, 1960, 1970, 1971, 1972, 1973, 1974 | |
| 22         | awers    | rewers   | 2 złote (druga wersja)          | 21            | 3         | mosiądz           | ząbkowane      | 1975–1994        | 1975, 1976, 1977, 1978 (bez znaku oraz ze znakiem mennicy), 1979, 1980, 1981, 1982, 1983, 1984, 1985                                                                                                 | |
| 23         | awers    | rewers   | 2 złote (trzecia wersja)        | 1986–1994     | 3         | mosiądz           | ząbkowane      | 1986, 1987, 1988 | | |
| 24         | awers    | rewers   | 2 złote (czwarta wersja)        | 18            | 0,71      | aluminium         | ząbkowane      | 1988–1994        | 1989, 1990 | |
| 5 złotych  |          |          |                                 |               |           |                   |                |                  | | |
| 25         | awers    |          | 5 złotych (pierwsza wersja)     | 29            | 3,45      | aluminium         | ząbkowane      | 1958–1994        | 1958, 1959, 1960, 1971, 1973, 1974 | |
| 26         | awers    | rewers   | 5 złotych (druga wersja)        | 24            | 5         | mosiądz           | ząbkowane      | 1975–1994        | 1975, 1976, 1977, 1979, 1980, 1981, 1982, 1983, 1984, 1985 | |
| 27         | awers    | rewers   | 5 złotych (trzecia wersja)      | 24            | 5         | mosiądz           | ząbkowane      | 1986–1994        | 1986, 1987, 1988 | |
| 28         | awers    | rewers   | 5 złotych (czwarta wersja)      | 20            | 0,88      | aluminium         | ząbkowane      | 1988–1994        | 1989, 1990 | |
| 10 złotych |          |          |                                 |               |           |                   |                |                  | | |
| 29         | awers    | rewers   | 10 złotych (Mikołaj Kopernik)   | 31            | 12,9      | miedzionikiel     | ząbkowane      | 1959–1977        | 1959, 1965 | |
| 30         | awers    | rewers   | 10 złotych (Tadeusz Kościuszko) | 31            | 12,9      | miedzionikiel     | ząbkowane      | 1959–1977        | 1959, 1960, 1966 | |
| 31         | awers    | rewers   | 10 złotych (Mikołaj Kopernik)   | 28            | 9,5       | miedzionikiel     | ząbkowane      | 1967–1977        | 1967, 1968, 1969 | |
| 32         | awers    | rewers   | 10 złotych (Tadeusz Kościuszko) | 28            | 9,5       | miedzionikiel     | ząbkowane      | 1969–1977        | 1969, 1970, 1971, 1972, 1973 | |
| 33         | awers    | rewers   | 10 złotych (Adam Mickiewicz)    | 25            | 7,7       | miedzionikiel     | ząbkowane      | 1975–1994        | 1975, 1976 | |
| 34         | awers    | rewers   | 10 złotych (Bolesław Prus)      | 25            | 7,7       | miedzionikiel     | ząbkowane      | 1975–1994        | 1975, 1976, 1977, 1978, 1981, 1982, 1983, 1984 | |
| 35         | awers    | rewers   | 10 złotych (pierwsza wersja)    | 25            | 7,7       | miedzionikiel     | ząbkowane      | 1984–1994        | 1984, 1985, 1986, 1987, 1988 | |
| 36         | awers    | rewers   | 10 złotych (druga wersja)       | 22            | 4,27      | mosiądz manganowy | ząbkowane      | 1988–1994        | 1989, 1990 | |
| 20 złotych |          |          |                                 |               |           |                   |                |                  | | |
| 37         | awers    | rewers   | 20 złotych (wieżowiec i kłosy)  | 29            | 10,15     | miedzionikiel     | ząbkowane      | 1973–1994        | 1973, 1974, 1976 | |
| 38         | awers    | rewers   | 20 złotych (Marceli Nowotko)    | 29            | 10,15     | miedzionikiel     | ząbkowane      | 1974–1994        | 1974, 1975, 1976 (bez znaku oraz ze znakiem mennicy), 1977, 1983 | |
| 39         | awers    | rewers   | 20 złotych (pierwsza wersja)    | 26,5          | 8,7       | miedzionikiel     | ząbkowane      | 1984–1994        | 1984, 1985, 1986, 1987, 1988 | |
| 40         | awers    | rewers   | 20 złotych (druga wersja)       | 24            | 5,65      | miedzionikiel     | ząbkowane      | 1988–1994        | 1989, 1990 | |

## Lista monet obiegowych z wizerunkiem okolicznościowym (okolicznościowych) PRL
| Lp.            | Zdjęcie    | Zdjęcie    | Nominał                                                    | Parametry     | Parametry  | Parametry     | Parametry                                                 | W obiegu   | Wybita z datą |
| Lp.            | Awers      | Rewers     | Nominał                                                    | Średnica (mm) | Masa (g)   | Materiał      | Obrzeże (rant)                                            | W obiegu   | Wybita z datą |
| 10 złotych     | 10 złotych | 10 złotych | 10 złotych                                                 | 10 złotych    | 10 złotych | 10 złotych    | 10 złotych                                                | 10 złotych | 10 złotych    |
| -------------- | ---------- | ---------- | ---------------------------------------------------------- | ------------- | ---------- | ------------- | --------------------------------------------------------- | ---------- | ------------- |
| 41             | awers      | rewers     | 10 złotych (Kazimierz Wielki) – napis wklęsły              | 31            | 12,9       | miedzionikiel | ząbkowane                                                 | 1964–1977  | 1964          |
| 42             | awers      | rewers     | 10 złotych (Kazimierz Wielki) – napis wypukły              | 31            | 12,9       | miedzionikiel | ząbkowane                                                 | 1964–1977  | 1964          |
| 43             | awers      | rewers     | 10 złotych (Kolumna Zygmunta)                              | 31            | 12,9       | miedzionikiel | ząbkowane                                                 | 1965–1977  | 1965          |
| 44             | awers      | rewers     | 10 złotych (Warszawska Nike)                               | 31            | 12,9       | miedzionikiel | ząbkowane                                                 |            | 1965          |
| 45             | awers      | rewers     | 10 złotych (Kolumna Zygmunta)                              | 28            | 9,5        | miedzionikiel | wklęsły napis: „W DWUSETNĄ ROCZNICĘ MENNICY WARSZAWSKIEJ” | 1966–1977  | 1966          |
| 46             | awers      | rewers     | 10 złotych (Karol Świerczewski)                            | 28            | 9,5        | miedzionikiel | ząbkowane                                                 | 1967–1977  | 1967          |
| 47             | awers      | rewers     | 10 złotych (Maria Skłodowska-Curie)                        | 28            | 9,5        | miedzionikiel | ząbkowane                                                 | 1967–1977  | 1967          |
| 48             | awers      | rewers     | 10 złotych (25 lat Ludowego Wojska Polskiego)              | 28            | 9,5        | miedzionikiel | ząbkowane                                                 | 1968–1977  | 1968          |
| 49             | awers      | rewers     | 10 złotych (25. rocznica PRL)                              | 28            | 9,5        | miedzionikiel | ząbkowane                                                 | 1969–1977  | 1969          |
| 50             | awers      | rewers     | 10 złotych (Byliśmy-Jesteśmy-Będziemy)                     | 28            | 9,5        | miedzionikiel | ząbkowane                                                 | 1970–1977  | 1970          |
| 51             | awers      | rewers     | 10 złotych (FAO)                                           | 28            | 9,5        | miedzionikiel | ząbkowane                                                 | 1971–1977  | 1971          |
| 52             | awers      | rewers     | 10 złotych (50. rocznica III powstania śląskiego)          | 28            | 9,5        | miedzionikiel | ząbkowane                                                 | 1971–1977  |               |
| 53             | awers      | rewers     | 10 złotych (50 lat portu w Gdyni)                          | 28            | 9,5        | miedzionikiel | ząbkowane                                                 | 1973–1977  | 1972          |
| 20 złotych     |            |            |                                                            |               |            |               |                                                           |            |               |
| 54             | awers      | rewers     | 20 złotych (XXV lat RWPG)                                  | 29            | 10,15      | miedzionikiel | ząbkowane                                                 | 1974–1994  | 1974          |
| 55             | awers      | rewers     | 20 złotych (Międzynarodowy rok kobiet)                     | 29            | 10,15      | miedzionikiel | ząbkowane                                                 | 1975–1994  | 1975          |
| 56             | awers      | rewers     | 20 złotych (Maria Konopnicka)                              | 29            | 10,15      | miedzionikiel | ząbkowane                                                 | 1978–1994  | 1978          |
| 57             | awers      | rewers     | 20 złotych (Pierwszy Polak w kosmosie)                     | 29            | 10,15      | miedzionikiel | ząbkowane                                                 | 1978–1994  | 1978          |
| 58             | awers      | rewers     | 20 złotych (Międzynarodowy rok dziecka)                    | 29            | 10,15      | miedzionikiel | ząbkowane                                                 | 1979–1994  | 1979          |
| 59             | awers      | rewers     | 20 złotych (Dar Pomorza)                                   | 29            | 10,15      | miedzionikiel | ząbkowane                                                 | 1980–1994  | 1980          |
| 60             | awers      | rewers     | 20 złotych (Igrzyska XXII olimpiady)                       | 29            | 10,15      | miedzionikiel | ząbkowane                                                 | 1980–1994  | 1980          |
| 50 złotych     |            |            |                                                            |               |            |               |                                                           |            |               |
| 61             | awers      | rewers     | 50 złotych (Mieszko I)                                     | 30,5          | 11,7       | miedzionikiel | ząbkowane                                                 | 1979–1994  | 1979          |
| 62             | awers      | rewers     | 50 złotych (Bolesław I Chrobry)                            | 30,5          | 11,7       | miedzionikiel | ząbkowane                                                 | 1980–1994  | 1980          |
| 63             | awers      | rewers     | 50 złotych (Kazimierz I Odnowiciel)                        | 30,5          | 11,7       | miedzionikiel | ząbkowane                                                 | 1980–1994  | 1980          |
| 64             | awers      | rewers     | 50 złotych (Bolesław II Śmiały)                            | 30,5          | 11,7       | miedzionikiel | ząbkowane                                                 | 1981–1994  | 1981          |
| 65             | awers      | rewers     | 50 złotych (Władysław I Herman)                            | 30,5          | 11,7       | miedzionikiel | ząbkowane                                                 | 1981–1994  | 1981          |
| 66             | awers      | rewers     | 50 złotych (Władysław Sikorski)                            | 30,5          | 11,7       | miedzionikiel | ząbkowane                                                 | 1981–1994  | 1981          |
| 67             | awers      | rewers     | 50 złotych (Światowy Dzień Żywności)                       | 30,5          | 11,7       | miedzionikiel | ząbkowane                                                 | 1981–1994  | 1981          |
| 68             | awers      | rewers     | 50 złotych (Bolesław III Krzywousty)                       | 30,5          | 11,7       | miedzionikiel | ząbkowane                                                 | 1982–1994  | 1982          |
| 69             | awers      | rewers     | 50 złotych (300 lat odsieczy wiedeńskiej)                  | 30,5          | 11,7       | miedzionikiel | ząbkowane                                                 | 1983–1994  | 1983          |
| 70             | awers      | rewers     | 50 złotych (Ignacy Łukasiewicz)                            | 30,5          | 11,7       | miedzionikiel | ząbkowane                                                 | 1983–1994  | 1983          |
| 71             | awers      | rewers     | 50 złotych (Teatr Wielki)                                  | 30,5          | 11,7       | miedzionikiel | ząbkowane                                                 | 1983–1994  | 1983          |
| 100 złotych    |            |            |                                                            |               |            |               |                                                           |            |               |
| 72             | awers      | rewers     | 100 złotych (Mieszko i Dąbrówka)                           | 35            | 20         | srebro        | gładkie                                                   | 1966–1994  | 1966          |
| 73             | awers      | rewers     | 100 złotych (40 lat PRL)                                   | 29,5          | 10,8       | miedzionikiel | ząbkowane                                                 | 1984–1994  | 1984          |
| 74             | awers      | rewers     | 100 złotych (Wincenty Witos)                               | 29,5          | 10,8       | miedzionikiel | ząbkowane                                                 | 1984–1994  | 1984          |
| 75             | awers      | rewers     | 100 złotych (Przemysław II)                                | 29,5          | 10,8       | miedzionikiel | ząbkowane                                                 | 1985–1994  | 1985          |
| 76             | awers      | rewers     | 100 złotych (Centrum Zdrowia Matki Polki)                  | 29,5          | 9,6        | żelazonikiel  | ząbkowane                                                 | 1985–1994  | 1985          |
| 77             | awers      | rewers     | 100 złotych (Władysław I Łokietek)                         | 29,5          | 10,8       | miedzionikiel | ząbkowane                                                 | 1986–1994  | 1986          |
| 78             | awers      | rewers     | 100 złotych (Kazimierz III Wielki)                         | 29,5          | 1987–1994  | miedzionikiel | ząbkowane                                                 | 1987       |               |
| 79             | awers      | rewers     | 100 złotych (Jadwiga)                                      | 29,5          | 1988–1994  | miedzionikiel | ząbkowane                                                 | 1988       |               |
| 80             | awers      | rewers     | 100 złotych (70. rocznica powstania wielkopolskiego)       | 29,5          | 1988–1994  | miedzionikiel | ząbkowane                                                 | 1988       |               |
| 200 złotych    |            |            |                                                            |               |            |               |                                                           |            |               |
| 81             | awers      | rewers     | 200 złotych (XXX lat PRL)                                  | 31            | 14,5       | srebro        | ząbkowane                                                 | 1974–1994  | 1974          |
| 82             | awers      | rewers     | 200 złotych (XXX rocznica zwycięstwa nad faszyzmem)        | 31            | 14,5       | srebro        | ząbkowane                                                 | 1975–1994  | 1975          |
| 83             | awers      | rewers     | 200 złotych (Igrzyska XXI olimpiady)                       | 31            | 14,5       | srebro        | ząbkowane                                                 | 1976–1994  | 1976          |
| 500 złotych    |            |            |                                                            |               |            |               |                                                           |            |               |
| 84             | awers      | rewers     | 500 złotych (50. rocznica wojny obronnej narodu polskiego) | 29,5          | 10,8       | miedzionikiel | ząbkowane                                                 | 1989–1994  | 1989          |
| 85             | awers      | rewers     | 500 złotych (Władysław II Jagiełło)                        | 29,5          | 10,8       | miedzionikiel | ząbkowane                                                 | 1990–1994  | 1989          |
| 1000 złotych   |            |            |                                                            |               |            |               |                                                           |            |               |
| 86             | awers      | rewers     | 1000 złotych (Jan Paweł II)                                | 31            | 14,5       | srebro        | gładkie                                                   | 1982–1994  | 1982, 1983    |
| 10 000 złotych |            |            |                                                            |               |            |               |                                                           |            |               |
| 87             | awers      | rewers     | 10 000 złotych (Jan Paweł II)                              | 35            | 19,3       | srebro        | gładkie                                                   | 1987–1994  | 1987          |
| 50 000 złotych |            |            |                                                            |               |            |               |                                                           |            |               |
| 88             | awers      | rewers     | 50 000 złotych (Józef Piłsudski)                           | 35            | 19,3       | srebro        | gładkie                                                   | 1988–1994  | 1988          |